# Stănilești (gmina)
Stănilești – gmina w Rumunii, w okręgu Vaslui. Obejmuje miejscowości Bogdana-Voloseni, Budu Cantemir, Chersăcosu, Gura Văii, Pogănești, Săratu i Stănilești. W 2011 roku liczyła 5117 mieszkańców.